# السريان الكاثوليك في مصر
أبرشية السريان الكاثوليك في القاهرة هي واحدة من الابرشيات الكاثوليكية في مصر وهي تخضع للكنيسه السريانية الكاثوليكية وبطريركها إغناطيوس يوسف الثالث يونان.
كاتدرائية السيدة الوردية بالظاهر هي مقر الكرسي الأسقفي للمطران إيلي وردة مطران ابرشية السريان الكاثوليك في القاهرة.

## قائمة كنائس السريان الكاثوليك في مصر
ابرشية السريان الكاثوليك في القاهرة تضم ثلاثة كنائس موزعة في القاهرة والإسكندرية.
- كاتدرائية السيدة الوردية، الظاهر
- كنيسة القديسة كاترينا، مصر الجديدة
- كنيسة قلب يسوع، الإسكندرية